# Jovan Radivojević
Jovan Radivojević (serbisch-kyrillisch Јован Радивојевић; * 29. Oktober 1982 in Novi Sad, Jugoslawien, heute Serbien) ist ein ehemaliger serbischer Fußballspieler der im Mittelfeld beheimatet ist. Er verbrachte die meiste Zeit seiner Profilaufbahn beim Fußballklub Hajduk Kula, für den er insgesamt 140 Spiele absolvierte, spielte aber auch für andere Vereine wie z. B. den OFK Belgrad.